# Pax Nicephori (803)
Никифорів мир (лат. Pax Nicephori) — мирний договір, умови якого у 803 році розпочали обговорювати, а в 810 році підписали представники візантійського імператора Никифора і короля франків Карла Великого. Ратифікацію договору здійснили вже їх наступники — імператор Людовик Благочестивий та папа Лев V в період між 811 і 814 роками. Предметом переговорів було визнання Візантією Карла Великого імператором Заходу, а також визначення кордонів між двома імперіями (зокрема, статус Венеції, Істрії та Приморської Хорватії).

## Історія

### Невдалі переговори 803 року
На Різдво 800 року папа Лев III коронував Карла Великого «Імператором римлян» (лат. Imperator Romanorum) у базиліці Святого Петра. Імператор Візантії Никифор I та Карл Великий намагалися встановити кордони між своїми імперіями в 803 році. Перший договір дійсно був підготовлений і надісланий на Схід у 803 році Карлом Великим, який почав переговори з імператрицею Іриною. Текст, однак, ніколи не був ратифікований Никифором, про що прямо кажуть франкські Королівські аннали та Карл Великий у збереженому документі. Франки вже підкорили Істрійську марку в 788 р., а після повалення Аварського каганату вони заволоділи багатою Паннонською низовиною та узбережжям Далмації. Під час цих подій слов'янський князь з Паннонії Войномир був союзником франків. Далмація, яка номінально була візантійською, мирно прийняла обмежене панування франків.

### Подальші перемовини між 803 і 806 роками
Хоча Никифор завжди відмовлявся визнавати імператорський титул Карла Великого, посланці Сходу та Заходу протягом першого десятиліття IX століття уклали угоди щодо володіння спірною італійською територією, а саме регіонами Венеції та Далмації. Здається, це було вигідно венеційцям, але гарантувало формальний візантійський суверенітет над ними.

### Війна і мир, 806—814
Тимчасовий перехід венеційської лояльності до франків призвів до тривалого морського конфлікту в Адріатиці, перерваного лише перемир'ям у 807—808 роках. Після вторгнення сина Карла Великого і короля Італії Піпіна в Далмацію, напруга між двома імперіями зросла. Однак, політична та військова нестабільність тривала лише до смерті Піпіна у липні 810 р. Після його смері новий договір став предметом обговорення між Никифором та самим Карлом Великим, який після смерті Піпіна тимчасово особисто правив Італією. Членом делегації, надісланої Карлом Великим до Никифора був Айгоне, граф Форлі. Врешті угоду було підписано.
Таким чином, назву «Pax Nicephori» можна виправдано застосувати до цього другого епізоду дипломатичної діяльності. Проте імператорський титул Карла Великого було визнано лише візантійським імператором Михаїлом I, зберігши для Сходу титул «імператор римлян», і договір був остаточно ратифікований лише через чотири роки Людовиком Благочестивим та Левом V, вже після смерті як Михаїла так і Карла Великого. Вважається, що тоді до тексту договора були додані деякі поправки на користь Венеції.
Аахенський мир у 812 році підтвердив, що Далмація, за винятком візантійських міст і островів, знаходиться під франкською владою. Кордони в Далмації, встановлені цим договором, були нечіткими, тому в 817 році імператор Лев V відправив посольство до Аахена, щоб уточнити їх. Результатом стала спільна франкська та візантійська експедиція в Далмацію, щоб стримати виступи місцевих ромеїв і слов'ян і чітко розмежувати кордони.

## Буферні території
Загальноприйняте переконання, що переговори між Візантією та франками, які відбулися на початку IX століття, зробили Венецію «незалежною державою», ґрунтується лише на пізніших натяках і упереджених свідченнях венеційських хроністів, таких як Іоанн Діакон і Андреа Дандоло, і залишається тому дуже сумнівним.